# Feodozija
Feodozija (rusko Феодо́сия: Feodо́sija, ukrajinsko Феодо́сія: Feodо́sija iz grškega starogrško Θεοδοσία: Theodosía) je mesto z 69.461 prebivalci ob istoimenskem zalivu na jugozahodu polotoka Krima.
Večji del zgodovine je bila znaka kot Kafa (iz ligurskega Cafà ali Caffa) ali Kefe (iz krimsko tatarskega Kefe).

## Zgodovina
Sedanje mesto stoji na mestu antične grške kolonije Teodozije, ki se je sprva imenovala Ardabada. Najdena keramika kaže, da je bila naseljena že v 6.  stoletju pr. n. št.. V pisnih virih se prvič omenja okoli leta 390 pr. n. št., ko se je uspela upreti vladarju Bosporskega kraljestva Satirusu. Njegov naslednik Levkon je naselje pretvoril v veliko pristanišče za izvoz pšenice v Grčijo, zlasti v Atene. Izvoz pšenice se je nadaljeval do upora mesta proti Mitridatu VI. Pontskemu (vladal 120-63 pr. n. št.). Kasneje je postala poseben del Bosporskega kraljestva z lastnim guvernerjem. Teodozija je bila zagotovo naseljena še v 3. stoletju n. št., kmalu zatem pa je bila opuščena, verjetno zaradi pustošenja Hunov. Na arheološkem najdišču so odkrili veliko grškega nakita in keramike.
V zgodnjem srednjem veku, verjetno v 9. stoletju, se je naselje preimenovalo v Kafo in postalo zahodni terminal svilne ceste. Po opustošenju Konstantinopla v četrti križarski vojni leta 1204 je zavladala praznina, v kateri so izmenoma vladali Benečani in Genovežani.  Benečane je leta 1266 iz mesta pregnala Zlata horda, od katere so jo zatem kupili Genovežani.  Med njihovo vladavino je postala glavna črnomorska luka in središče trgovine s sužnji,  iz katere so Genovežani sčasoma osvojili vsa krimska obalna mesta, pregnali Benečane in ustvarili monopol za trgovanje na Črnem morju. V tem času je imela domnevno 80.000 prebivalcev.
Slavni maroški potopisec Ibn Batuta, ki je mesto obiskal okoli leta 1330, ga je opisal kot eno od najslavnejših pristanišč na svetu.
Genovežani so v tem času za obrambo pred Krimskimi Tatari  zgradili trdnjavo Kaffa. Med dolgoletnim obleganjem združene tatarske in beneške vojske se  je leta  1346 med napadalci razširila epidemija črne smrti. Obupani napadalci, ki so se zavedali, da z bolno vojsko mesta ne bodo mogli osvojiti, so začeli trupla za kugo umrlih vojakov katapultirati v mesto. Med branilci je zavladal strah pred okužbo, zato je del meščanov s štirimi ladjami pobegnil v Genovo. Kuga se je preko njih kmalu razširila po celi Italiji in velikem delu Evrope. Nekateri vojni zgodovinarji  imajo tatarsko katapultiranje trupel za prvo dokumentirano uporabo biološkega orožja.
Ko so Turki leta 1453 osvojili Konstantinopel, je ostala Kaffa skoraj popolnoma odrezana od svoje prestolnice, vendar je še naprej ostala središče trgovine med vzhodom in zahodom. Leta 1475 so jo s turško pomočjo osvojili Tatari. Med njihovo vladavino se je imenovala Kučuk Stambol – Mali Istanbul, dokler je ni leta 1783 skupaj s Krimom anektirala Carska Rusija.
Rusi so leta 1802 mesto preimenovali v Feodozijo. Dolgo časa je životarila, ko so v njej zgradili pristanišče za pretovarjanje žita, ki so ga z ladjami pripeljali iz Azovskega morja, pa se je ponovno razcvetela. Med drugo svetovno vojno jo je dvakrat zasedla vojska Tretjega rajha. Med okupacijo so pobili skoraj vse judovske prebivalce.
26. aprila 1954 je Feodozija skupaj s Krimom z odlokom takratnega predsednika ZSSR Nikite Hruščova postala del Ukrajinske sovjetske socialistične republike.
Konec februarja 2014 je Rusija okupirala Krim ter nato izvedla mednarodno nepriznan referendum o odcepitvi od Ukrajine in priključitvi k Rusiji, po katerem je Rusija Krim (vključno s Feodozijo) anektirala.
26. decembra 2023 je v ukrajinskem raketnem napadu v pristanišču bilo videnih več eksplozij in velik požar. Po poročanju ukrajinskih letalskih sil, je bila v napadu uničena desantna ladja Novočerkassk. Ruske okupacijske oblasti so trdile, da je bila ladja poškodovana, požar pa omejen. Sledeči satelitski posnetki so pokazali, da je bila ladja delno potopljena in močno poškodovana.

## Mestne znamenitosti
Največja mestna znamenitost je genoveška citadela Kaffa, ki je večinoma restavrirana. Zanimivi so tudi armenska cerkev iz 14. stoletja, etnografski muzej in galerija slikarja Ivana Ajvazovskega, znanega po morskih motivih.

## Gospodarstvo in transport
Feodozija je priljubljeno črnomorsko letovišče s številnimi plažami, izviri mineralne vode in blatnimi kopelimi za revmatike. Je tudi pomembno  pristanišče, znano po ribištvu in tovarnah za konzerviranje rib.
Z drugimi mesti na Krimu in Ukrajino je povezana s cestami in železnico.

## Pobratena mesta
- Armenija, Armavir
- Rusija, Azov
- Poljska, Kołobrzeg